# Álvaro Scaramelli
Álvaro Hugo Scaramelli Escalona (Santiago, 3 de septiembre de 1965) es un compositor, tecladista y cantante chileno. Entre 2015 y 2017 fue presidente de la Sociedad Chilena de Autores e Intérpretes Musicales, desde entonces ha retomado su carrera artística publicando toda su discografía y tres nuevos sencillos en plataformas digitales como YouTube, Spotify, e iTunes.

## Primeros años
El segundo de tres hermanos, desde pequeño se caracterizó por sus inquietudes varias y creatividad hiperquinética. Cerca de los 12 años, Álvaro aprendió a tocar la guitarra y el piano. A esa misma edad, murió su padre.
En sus estudios secundarios profundizó su conocimiento estudiando teoría, solfeo y armonía moderna, participando en varios talleres de jazz.

## Trayectoria musical
A pesar de que Álvaro es recordado como vocalista y tecladista de la banda Cinema, durante la década de 1980 participó como solista en una serie de festivales importantes del país, obteniendo varios triunfos. Tras su pasado pop, su intento adulto ha sido el de legitimarse como un autor de canciones que tienen en lo urbano y la reflexión emocional sus principales temas. Su ritmo de trabajo musical se redujo considerablemente a partir del año 2002, luego de su decisión de radicarse temporalmente en el extranjero, en parte debido a las obligaciones de su trabajo como productor del grupo de baile Axé Bahía.
En 1987, la continuidad de Cinema parecía acabarse, por lo que Scaramelli, con cierto conocimiento en teoría y arreglo musical, no tuvo dudas en seguir como solista. Ese mismo año viajó a Buenos Aires para grabar «Mi tiempo interior», disco que trataba temas de su incómoda relación con la fama. El tema dos del álbum, «Si lo sabes, te arrepientes», cuenta con la participación especial de Patricia Sosa, del grupo argentino La Torre. 
De ahí en adelante, Álvaro comenzó a sacar álbumes casi uno por año, cosa totalmente atípica para los intérpretes de la época. 
En 1988 lanzó su disco Secretos develados, el cual contenía lo que el identifica como sus primeras inquietudes místicas.
En 1989 salió a la venta el álbum El espejo encantado, el cual tenía una mirada más urbana que predominará en muchas otras de sus posteriores composiciones. Se escogió «No estoy en París» como sencillo promocional.
En 1991 publica su cuarto trabajo Ramo de Flores. De este disco destacaron las baladas «Ramo de Flores» (una de sus canciones más representativas) y «Eres parte del aire».
Convencido de sus posibilidades internacionales, en 1992 el chileno preparó el disco Scaramelli no Brasil, para el cual adaptó algunas de sus canciones al portugués y ofreció presentaciones en esas tierras. Sin embargo, el álbum nunca llegó a editarse fuera de Chile. 
Mayor suerte tuvo el siguiente álbum Álvaro Scaramelli (1993), gracias a la canción «Derriba los muros». 
Scaramelli se ocupó durante los años siguientes en fuentes laborales diversas; incluyendo composiciones para teatro (la obra De bares y sueños, dirigida por José Secall en el 2000) y empresas ("Canción para Enaex"), jingles publicitarios, la administración de un pub con música en vivo y la participación en festivales. Al respecto, su marca más vistosa es la que consiguió en 1998, cuando su tema «Soy tal cual soy» se quedó con el primer lugar de la categoría internacional del Festival Internacional de la Canción de Viña del Mar. Por un convenio especial establecido ese año por Megavisión, el chileno viajó a mostrar la canción al Festival de la Canción de San Remo, en Italia. Al año siguiente repitió el logro en el Festival de Arica, con «Dame un poquito de fuerza», y en el 2000 se quedó con el tercer lugar del Festival del Huaso de Olmué, para el cual había ensayado una tonada en «Tengo ganas de contarte».

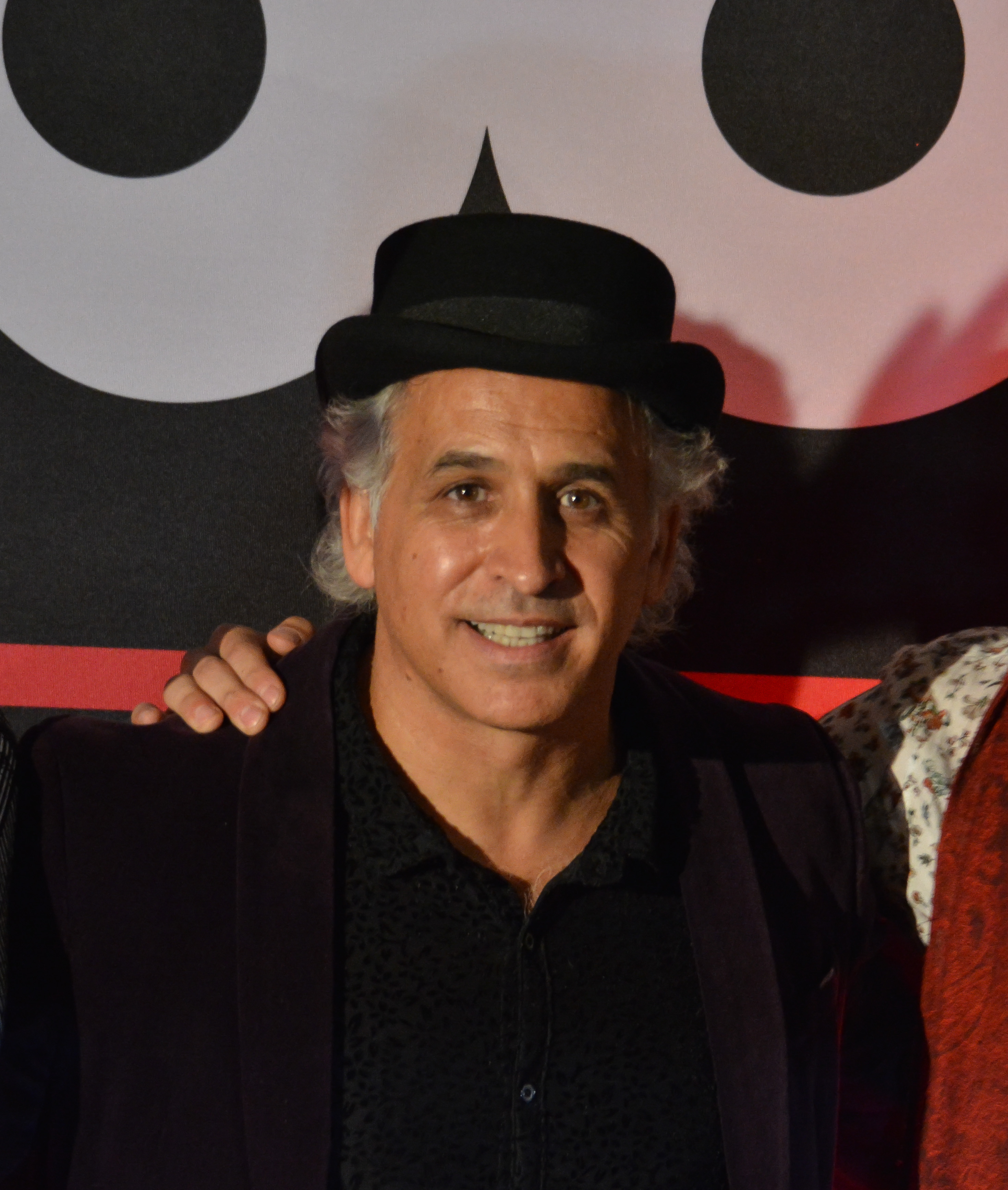
Álvaro Scaramelli en la Gala Billboard Latin Music Showcase Chile (2018).

En el año 2000, Scaramelli se había convertido en uno de los principales enemigos públicos del pirateo, con innumerables declaraciones contra lo que considera "un flagelo" para la industria y una de las culpables de la mala suerte comercial de su disco Canciones para la memoria. Pero poco podía hacer su molestia contra un delito bien organizado. 
En 2002, produjo el Concierto de Rock Sinfónico Urban Symphony, donde la Orquesta Sinfónica de Chile dirigida por Guillermo Rifo, interpretó junto a bandas de rock y pop como Los Jaivas, Saiko, Aparato Raro, Los Tetas, entre otros, versiones sinfónicas de las canciones de su repertorio y que luego se distribuiría de forma gratuita en DVD.
En este mismo año, se convirtió así en el productor y mánager de Axé Bahía, el grupo-fenómeno que inició a Chile en el baile brasilero y alcanzó ventas récord con su combinación de secuencias, portugués y músculos. Pocos se enteraron de la relación, pues Scaramelli figuraba en sus discos con un seudónimo (Topinho), bajo el cual aparecía como compositor y productor de varias de sus canciones. Junto al grupo viajó a México y España entre los años 2003 y 2004, desvinculándose por completo de su propio trabajo como músico. "Había dejado de cantar, porque estaba cansado. No estaba cómodo cantando los temas nuevos y en los últimos años sentía la presión de la nostalgia. Y eso sumado a que el último disco no anduvo bien, me anduve agotando", contó más tarde. Su último encargo antes de partir fue la composición y producción de la música para tres obras sobre fábulas infantiles, incluyendo Peter Pan y Greystok, el rey de los monos. 
Poco antes de su regreso a Chile, su nombre volvió a figurar en los medios cuando la comisión organizadora del Festival de Viña 2004 eliminó su postulación, «Tempestad», por tratarse de una canción que ya había participado en un certamen egipcio. Podría haber sido un golpe anímico importante, pero para entonces el cantante tenía su energía puesta en otra parte. Preparaba para mediados del año 2005 la apertura de un centro de medicina natural (u holística), su nueva especialidad. "La música ahora es un hobby; eso me da libertad", le dijo entonces a un diario.
Actualmente se encuentra grabando un nuevo disco titulado Puro Espíritu con el que pretende vincular definitivamente su música con la otra faceta que realiza que es la terapeuta en medicina alternativa y conferencista sobre crecimiento personal, actividad que ha desarrollado en forma paralela desde el 2002, editando a la fecha 3 exitosos libros.

## Fuera de Chile
Scaramelli triunfó en muchos países de Latinoamérica siendo mánager del grupo Axé Bahía, pero como músico y cantante tuvo poca acogida. Su música logró su mayor auge a mediados de los años 1980 cuando llegó a Perú con dos temas de su grupo Cinema llamados "Tom y Jerry" y "Locos Rayados", y como solista con las canciones «En un minuto» y «Déjenme», además en Argentina sonó bastante con el tema «Abrelatas», pero luego nunca se supo más de él en aquellos países.
En 2012 participó en el festival de San Remo de Italia con el tema «Canción por la paz» (Canzone per la pace).
Además, por primera vez Álvaro Scaramelli se presentó en Lima (Perú), en la Estación de Barranco el 21 de junio de 2013, y así se encontró con su público peruano que lo recordaba por su música, vale destacar que él siempre esta en contacto a través de correo electrónico con sus admiradores tanto chilenos como extranjeros.

## Terapeuta
Actualmente, Scaramelli concentra sus energías en un proyecto que a muchos podría sorprender: el centro “Innerlife”, un lugar que reúne una serie de terapias energéticas donde él no solo dirige, sino que además entrega uno de los tratamientos que considera de mayor efectividad en problemas físicos: el biomagnetismo.
Decorado de acuerdo al Feng Shui, con un estilo muy purista, “Innerlife” alberga distintas terapias energéticas y masajes, donde se incluyen sofisticados sistemas para acompañar el reiki y para visualizar el aura, con completos informes del estado integral de las personas. 
Pero esta faceta del biomagnetismo no es un tema de ahora último. Partió en este tema hace casi 20 años, por el interés en su desarrollo personal y espiritual. Comenzó a asistir a una escuela de yoga, donde ahí también había sistemas de crecimentos a través de experiencias, viajes a la cordillera, ashram, etc. Todo esto lo hacía en paralelo a la música, por lo tanto la parte musical es lo conocido, y lo místico es lo desconocido.
Durante el 2007 ha sido panelista invitado del programa Conectados con Agricultura de Radio Agricultura, conducido por Sergio Hirane.

## Discografía
- 1985: Cinema en directo
- 1986: Locos rayados
- 1987: Mi tiempo interior
- 1988: Secretos develados
- 1989: El espejo encantado
- 1991: Ramo de flores
- 1992: Scaramelli No Brasil
- 1993: Alvaro Scaramelli
- 1994: Cinema
- 1997: Grandescaramelli
- 1997: Anécdota del viejo whiskey (en vivo)
- 1998: Canciones para la memoria
- 1999: Tiempos buenos (en vivo)
- 2000: Greystoke
- 2001: Scaramusas
- 2013: Puro espíritu